# Cartutx de percussió central

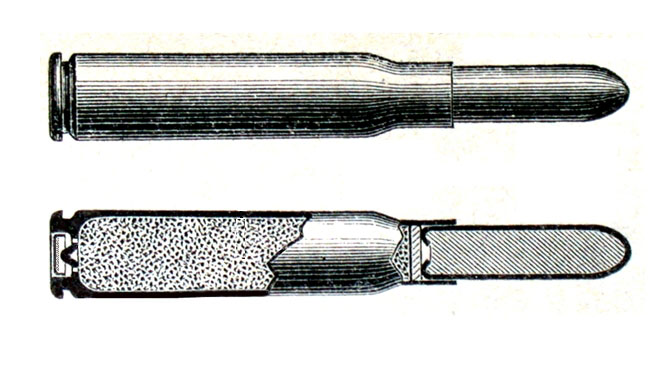
Cartutx de percussió central M 1888, 8x57I del tipus Berdan

Un cartutx de percussió central és un tipus de cartutx amb un detonador situat al centre del cap de cartutx.
Els cartutxos de percussió central són utilitzats actualment en la majoria de les armes portàtils de calibre mitjà o gros, tant militars com de caça o de tir esportiu. Cal tenir en compte però, que les armes de petit calibre utilitzades pel tir esportiu són encara de percussió anular. Al contrari d'aquestes últimes, en el cartutx de percussió central el material del fulminat es troba dins d'un pistó (càpsula d'ignició), col·locat al centre del culot de la beina.

## Història

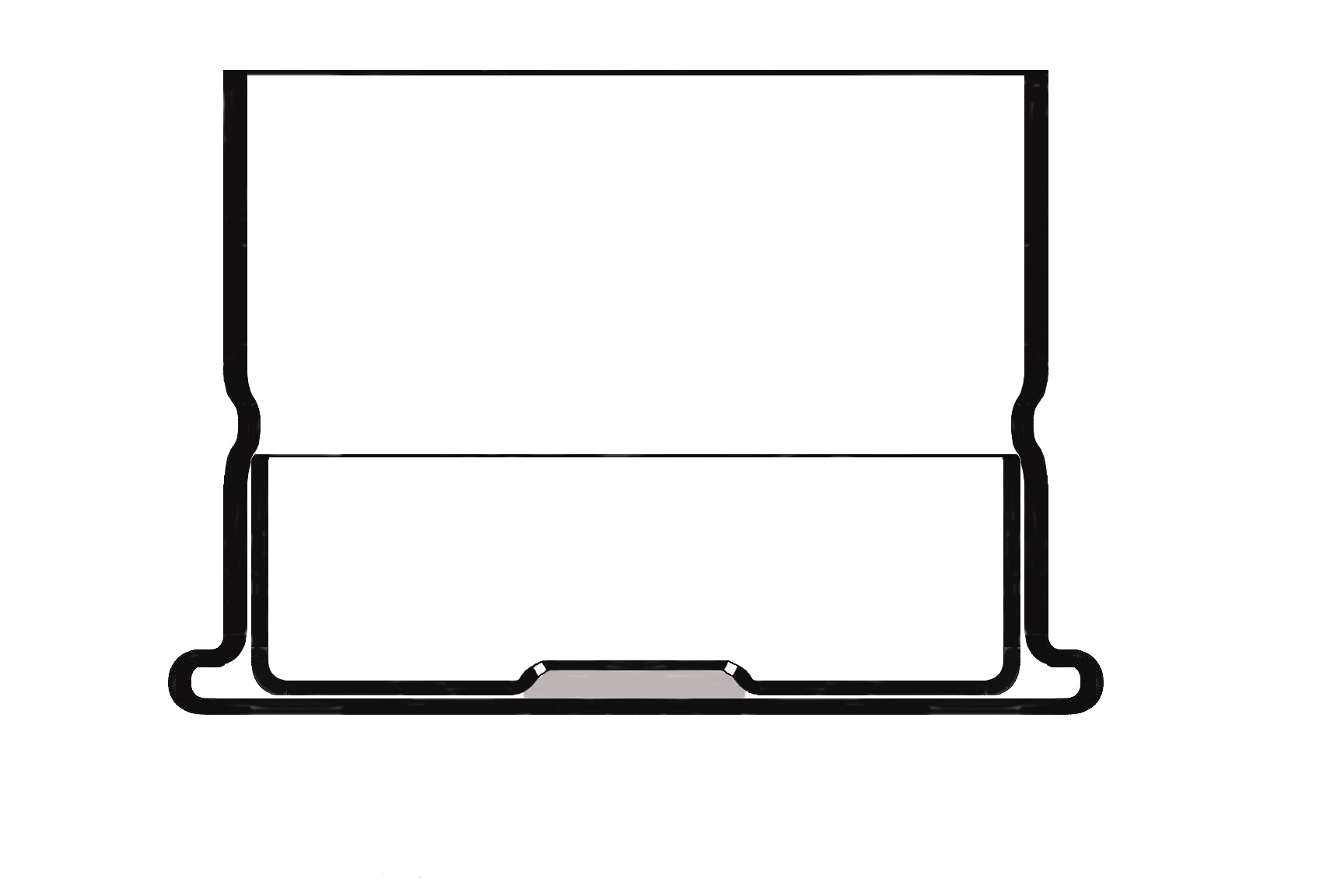
Étui amb pistó Benet.

Jean Samuel Pauly va inventar una forma primerenca de munició de percussió central, sense cap percussió, entre 1808 i 1812. Aquest també va ser el primer cartutx completament integrat i va utilitzar una forma d'obturació que utilitzava el propi cartutx. Una altra forma de munició de foc central va ser inventada pel francès Clement Pottet el 1829; no obstant això, Pottet no perfeccionaria el seu disseny fins al 1855. El cartutx de foc central fou millorat per Béatus Beringer, Benjamin Houllier, Gastinne Renette, Smith & Wesson, Charles Lancaster, Jules-Félix Gévelot, George Morse, Francois Schneider, Hiram Berdan i Edward Mounier Boxer.
Cap al final de la guerra de Secessió dels Estats Units, el 1864/1865, el Coronel Benet, director del Frankford Arsenal a Filadèlfia, va desenvolupar un dels primers cartutxos de percussió central. Incorporava una càpsula de coure que s'assembla al cap d'un cartutx de percussió anular, però a diferència d'aquest, el material del fulminat no estava dins de la vora, sinó dins d'un pistó en el centre de la part posterior de la beina, retingut mitjançant un cercle col·locat a l'interior de la mateixa. Aquest pistó estava protegit contra cops o qualsevol pressió accidental.

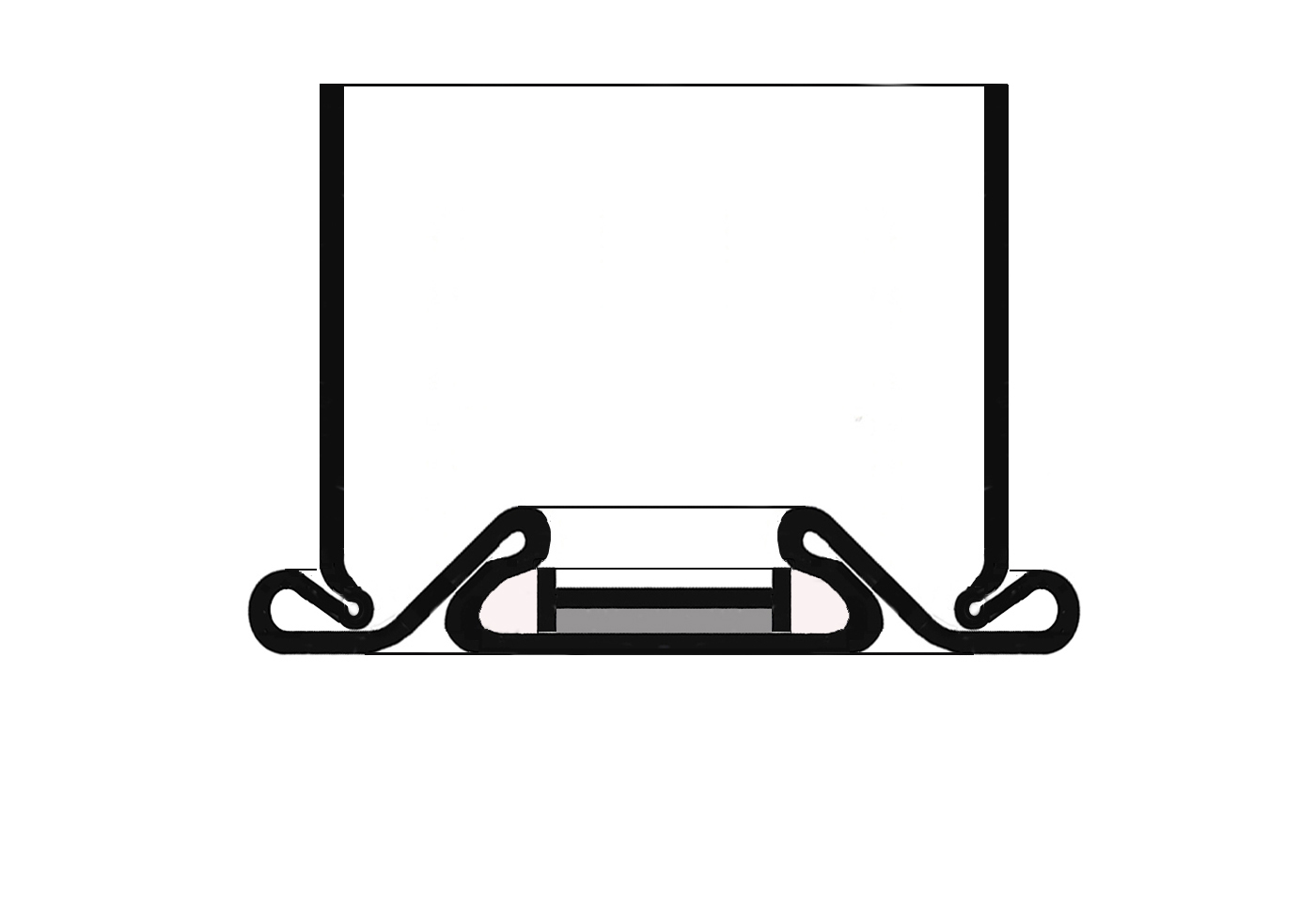
Étui amb pistó Martin

Un altre cartutx desenvolupat a la mateixa època als Estats Units és el cartutx Martin, patentat el 1869 i 1871 (Patents dels Estats Units 88,191, 1869.03.23 / 111 856, 1871.02.14). També inclou una funda de coure, però a diferència del cartutx Benet, el cebador no és retingut per un maneguet dins de la caixa, però el centre de la caixa i es pressiona una volandera que bloqueja el material del fulminat.
Com el cartutx Benet, va ser utilitzat per les Forces Armades dels Estats Units en les primeres armes de foc central, com l'escopeta Allin Conversió Model 1866 i model 1870 rifle Springfield (tant Govern calibre 50-70), revòlvers Smith Wesson N º 3 primer Model (calibre .44 americà) i més tard el Colt Single Action Army 0.45 i Springfield Model 1873 calibre 45-70 Govt.

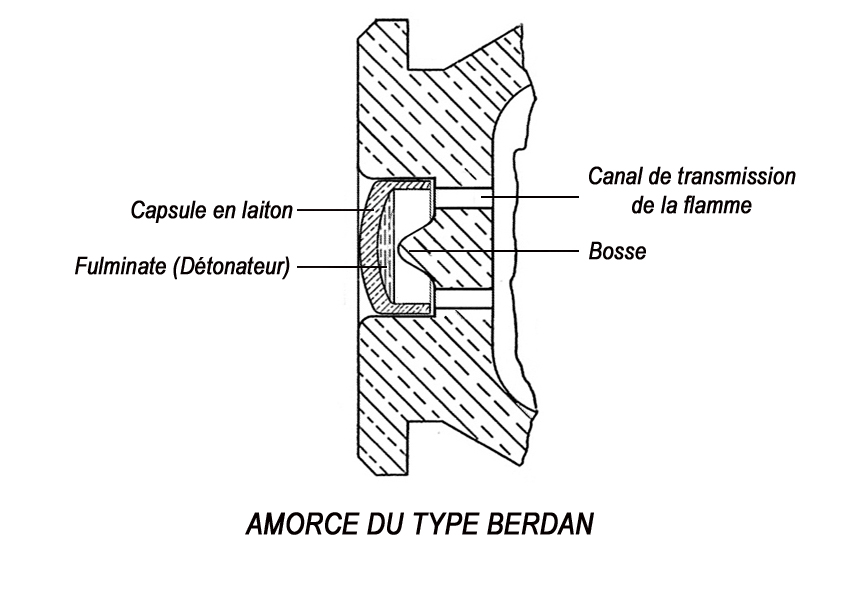
Pistó Berdan

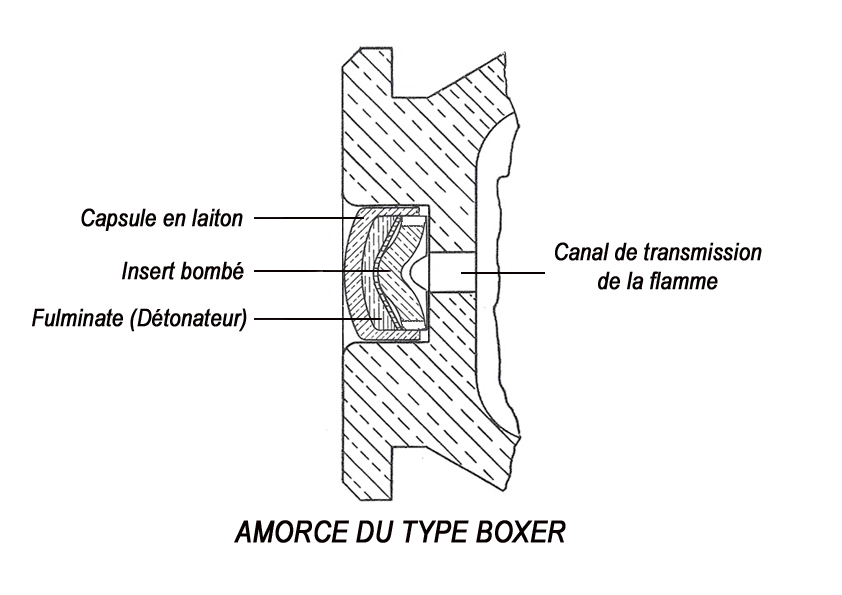
Pistó Boxer

Aquests cartutxos eren problemàtics perquè els seus cascos no resistien la calor i causaven un bloqueig a la cambra i, d'altra banda, no eren recarregables. Van ser reemplaçats per cartutxos amb un casc de llautó i detonadors externs del tipus Boxer i Berdan.
El primer cartutx de foc central amb una imprimació a l'exterior que va ser ideat per l'inventor nord-americà Hiram Berdan de Nova York. A la primera variant, patentada el 20 de març de 1866 (patent dels EUA 53.388), Berdan encara usava un maneguet de coure. El problema era que aquest maneguet es deforma quan es pressiona el cebador en el seu allotjament. A part d'això, els cartutxos de tipus Berdan funcionaven bé, i el seu avantatge és que es podien recarregar. Per corregir el fracàs d'aquesta primera variant, Berdan substitueix el coure per un llautó més dur, i amb altres modificacions menors, patentades al setembre de 1869 (patent dels Estats Units 82.587) va crear un cartutx que encara s'utilitza avui.
Va ser Edward M. Boxer, de l'Arsenal Reial de Woolwich, Anglaterra, que va desenvolupar un altre cartutx de percussió central modern, patentat al Regne Unit el 13 d'octubre de 1866 i als Estats Units 29 de juny de 1869 (patent dels EUA 91.818) com cartutx Berdan, i que encara s'utilitza avui dia.
El 1884, Paul Vielle, enginyer del Laboratori Central de les Pólvores i Salpêtres a París, inventava la pólvora sense fum. Aquesta pólvora a base de nitrocel·lulosa (cotó-pólvora gelatinitzat), és tres vegades més potent que la pólvora negra. Per aquesta raó, era doncs necessari canviar el coure emprat en la fabricació dels pistons per un material més resistent com el llautó, el tombac, l'alumini o durant les guerres, per manca de metalls no ferrosos, l'acer.

## Tècnica
Per segellar l'encebador i el fulminant contra l'oli i l'aigua, el cartutx està sovint cobert amb laca, el que dona la possibilitat de diferenciar el tipus de cartutx amb diferents colors. Els encebadors Boxer corresponen en principi als encebadors Berdan, però hi ha una diferència: el bony en el casquet tipus Berdan se substitueix per una inserció corbada que, en contacte amb el capçal pressionat cap endavant pel percussor desencadena l'explosió del fulminat.
A diferència dels cartutxos més antics, els cartutxos Berdan i Boxer són recarregables. L'Exèrcit dels EUA ja va equipar les seves tropes amb eines per recarregar municions a la dècada de 1870. Avui dia, els tiradors esportius i caçadors aprofiten aquest benefici per raons de preu i s'adapten a la càrrega en funció de la seva necessitat. El Boxer és avantatjós per a la seva recàrrega, ja que el canal central de disparar permet empènyer el cartutx fàcilment des de la seva carcassa amb una barra.. Per recarregar el cartutx Berdan, l'encebador s'ha d'equipar amb un instrument amb un ganxo.
Al s.XIX i al començament del s.XX hi havia a l'abast únicament fulminats corrosius com el fulminat de mercuri, i fou Remington Arms, un fabricant d'armes i municions, el que va comença a fabricar el 1927, sota la designació « Kleanbore », pistons carregats amb un fulminant no corrosiu i no tòxic.